# Biografielijst Hy

## Hya
- Michael Hyatt, Engels actrice

## Hyd

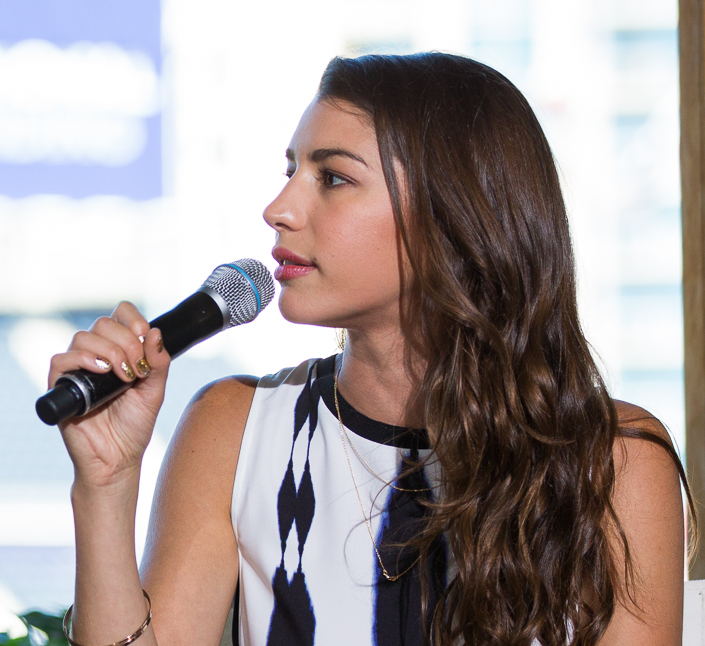
Jamie Gray Hyder

- Jamie Gray Hyder (1985), Amerikaanse actrice

## Hyl
- Brian Hyland (1943), Amerikaans zanger
- Khaleem Hyland (1989), Trinidadaans voetballer
- Ambrosius Gellius van Hylckama (1583-1650), Nederlands staatsman en jurist
- Bart Hylkema (1989), Nederlands autocoureur
- Thomas Hylkema (1988), Nederlands autocoureur
- Tjeerd Hylkema (1888-1962), Nederlands predikant

## Hym
- Raoul Hyman (1996), Zuid-Afrikaans autocoureur
- Paul Hymans (1865-1941), Belgisch politicus, rechtsgeleerde en diplomaat

## Hyn
- Jamie Hyneman (1956), Amerikaans ondernemer en presentator

## Hyp
- Hypatia (370-415), Grieks wiskundige

## Hyy
- Sami Hyypiä (1973), Fins voetballer